# История взросления
История взросления — литературный, сценический и кинематографический жанр, который фокусируется на жизни и взрослении главного героя или его переходном возрасте. Истории взросления, как правило, подчёркивают диалог или внутренний монолог, а не действие, и часто происходят в прошлом. Героями историй взросления, как правило, являются подростки.
Сюжетные точки историй взросления, как правило, являются эмоциональными изменениями в рассматриваемом персонаже (персонажах).

## Роман воспитания
В литературной критике романы взросления и романы воспитания иногда взаимозаменяемы, но первый, как правило, является более широким жанром. Роман воспитания также характеризуется рядом формальных, актуальных и тематических особенностей. Он фокусируется на психологическом и моральном росте главного героя с детства до совершеннолетия (переходного возраста), в котором важно изменение характера.
Жанр развился из народных сказок о маленьких детях, исследующих мир, чтобы найти свое состояние. Хотя роман воспитания возник в Германии, он оказал большое влияние сначала в Европе, а затем во всём мире. Томас Карлейль перевёл роман Гёте на английский язык, и после его публикации в 1824 году многие британские авторы написали вдохновлённые им романы.
Существует много вариаций романов воспитания, таких как Künstlerroman («художественный роман»), который фокусируется на саморазвитии художника.

## Подростковые фильмы
В кино история взросления — жанр подростковых фильмов. Истории взросления сосредоточены на психологическом и моральном росте или переходе главного героя от молодёжи к взрослой жизни. Вариантом в 2020-х годах является «фильм с отложенным взрослением, своего рода история, которая признаёт отложенный характер взрослой жизни 21-го века», в котором молодые люди всё ещё могут исследовать краткосрочные отношения, жизненные ситуации и работу даже в конце 20-х и начале 30-х годов.
Личностный рост и изменения являются важной характеристикой жанра, которая опирается на диалог и эмоциональные реакции, а не на действие. История иногда рассказывается в виде воспоминаний. Исторически сложилось так, что истории взросления обычно сосредоточены на молодых мальчиках, хотя истории взросления, посвящённые девочкам, стали более распространёнными в начале 21-го века.

## Примечательные примеры

### Театр

#### Мюзикл
- Оливер!
- Мисс Сайгон
- Once on This Island
- Билли Эллиот
- Пробуждение весны
- Hadestown
- Дорогой Эван Хэнсен
- Everybody’s Talking About Jamie
- Mean Girls
- The Prom
- & Juliet

#### Пьеса
- 4000 мили
- Choir Boy

### Фильмы
Фильмы этого жанра, часто эпизодические по структуре, обычно касаются социальной ответственности, необходимой для взросления, потери детских мечтаний и наивности. Они могут быть лёгкими и юмористическими или эмоциональными, мелодраматическими, а иногда и трагическими. Темы и предмет включают романтическое преследование или разбитое сердце, дилеммы дружбы, отчуждение, сексуальную идентичность, побеги, преступность несовершеннолетних, эксперименты с наркотиками и алкоголем и/или зависимость, а также профессиональные вопросы. История взросления стала важным жанром в эпоху бэби-бума с фильмами, в которых обсуждались подростковые проблемы идентичности. Французы привнесли в современный мир история взросления с такими фильмами, как «Четыреста ударов», а многие иностранные режиссёры преуспели в представлении подросткового возраста без слащавой ностальгии, которая омрачила многочисленные попытки американцев.

#### Ранние примеры
- Бунтарь без причины (1955)
- К востоку от рая (1955)

#### Поздние примеры
- 1970-е — Лето 42-го (1971), Последний киносеанс (1971)[14], Уходя в отрыв (1979)
- 1980-е — Шестнадцать свечей (1984)[14], Клуб «Завтрак» (1985)[14][15], Останься со мной (1986)[14], Империя солнца (1987)[14], Бег на месте (1988), Общество мёртвых поэтов (1989)[14]
- 1990-е — Флирт (1991), Ребята по соседству (1991)[16][17], Человек на Луне (1991), Под кайфом и в смятении (1993)[14][15], Добро пожаловать в кукольный дом (1995)
- 2000-е — Джуно (2007)[14]
- 2010-е — То, что её заводит (2011)[18], Жизнь Пи (2012), Отрочество (2014)[15][17][19], Дневник девочки-подростка (2015), Лунный свет (2016)[15][17][19], Почти семнадцать (2016)[18][19], Назови меня своим именем (2017)[15][19], Леди Бёрд (2017)[15][17][19], Восьмой класс (2018)[17][19]
- 2020-е — Чёрный телефон (2021)[20], CODA: Ребёнок глухих родителей (2021)